# 苏州高铁新城

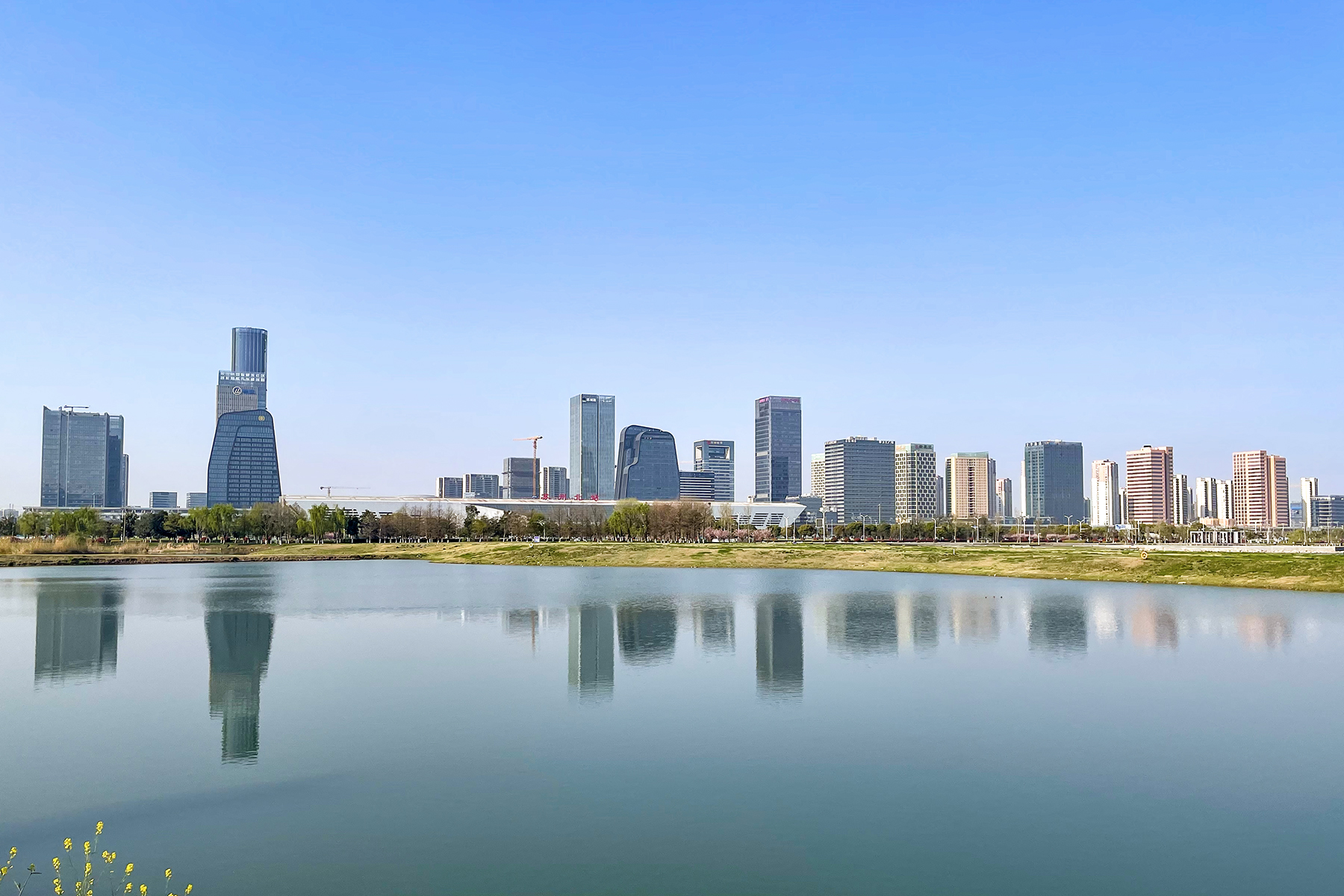
苏州高铁新城

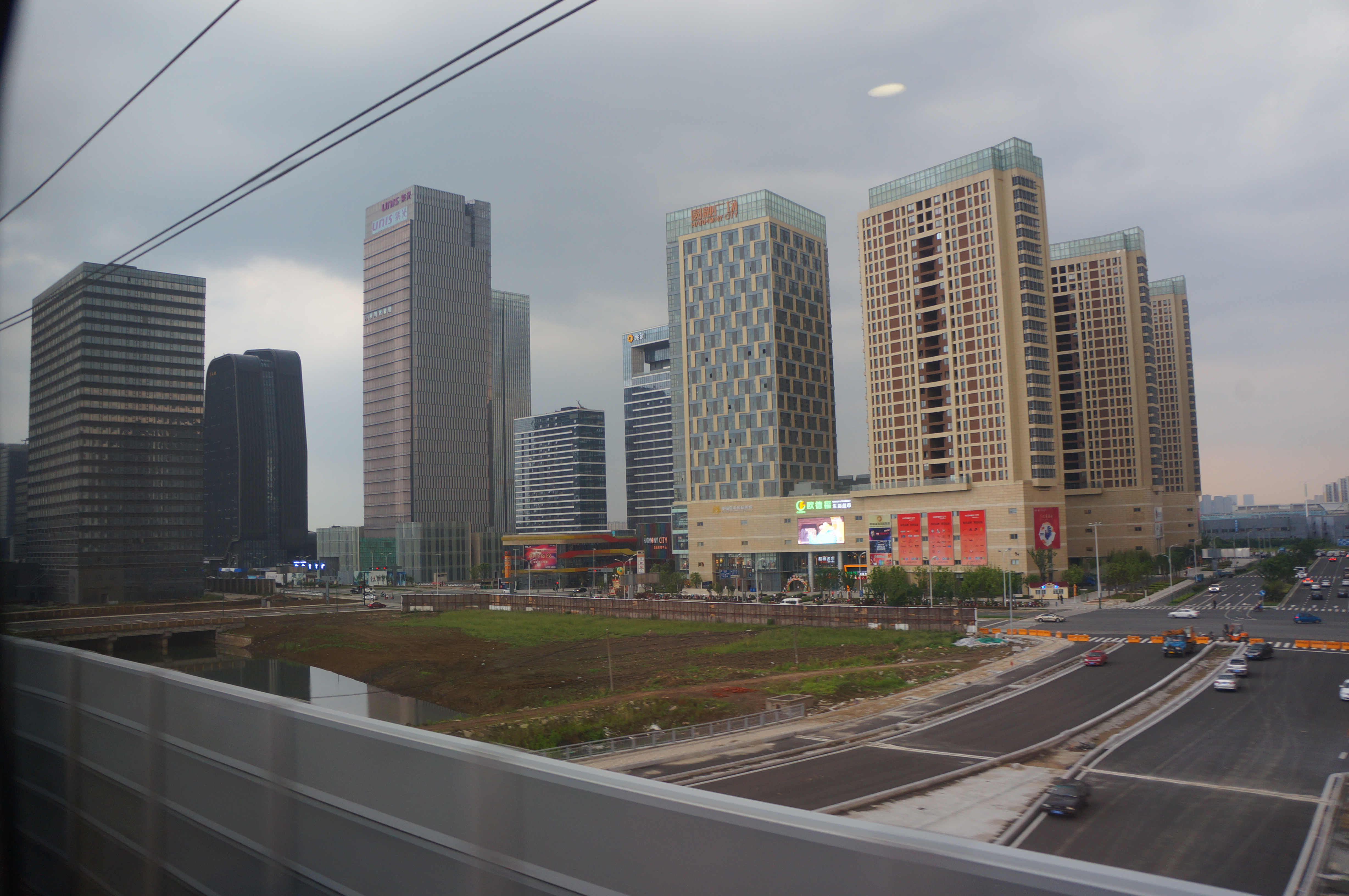
新城内的建筑（2017年5月）

苏州高铁新城是位于中国江苏省苏州市相城区京沪高速铁路苏州北站附近的新城，是苏州“一核四城”规划中的“四城”之一。苏州高铁新城核心区规划面积28.52平方公里，其中启动区为4.7平方公里。苏州高铁新城计划建设成苏州重要的交通枢纽、现代服务业集聚区。
下辖以下社区：